# Ałeksandar Bajewski
Ałeksandar Bajewski (ur. 8 grudnia 1979 w Skopju) – macedoński piłkarz grający na pozycji napastnika.